# لويس كزافييه
لويس كزافييه (12 أكتوبر 1907 بسيتوبال في البرتغال - ) هو لاعب كرة قدم برتغالي في مركز الهجوم. شارك مع منتخب البرتغال لكرة القدم. أما مع النوادي، فقد لعب مع نادي بنفيكا ونادي فيتوريا سيتوبال.